# Under the Dome (série de televisão)
Under the Dome (bra: O Domo - Prisão Invisível) é uma série de televisão americana de ficção científica, horror, mistério e drama. Estreou na CBS em 24 de junho de 2013 e foi concluída em 10 de setembro de 2015. A série foi desenvolvida por Brian K. Vaughan e é vagamente baseada no livro homônimo de Stephen King, publicado em 2009.
Under the Dome narra a história dos moradores da pequena e fictícia cidade de Chester's Mill, quando uma cúpula enorme, transparente e indestrutível os isola subitamente do resto do mundo. Forças militares, o governo e a mídia começam a se posicionar do lado de fora da barreira, tentando derrubá-la. Enquanto isso, os residentes presos dentro da cúpula encontram suas próprias maneiras de sobreviver com recursos cada vez menores e tensões crescentes. Um pequeno grupo de pessoas dentro da cúpula desvenda os complicados mistérios para descobrir o que é a cúpula, de onde veio e quando (e se) ela irá desaparecer.
"Under the Dome" foi um sucesso instantâneo para a emissora. A estreia em junho de 2013 quebrou o recorde de drama de verão mais assistido em qualquer emissora de televisão desde 1992. O programa continuou a desfrutar de altos índices de audiência ao longo de sua primeira temporada, mas a segunda e terceira temporadas tiveram quedas significativas de público. Inicialmente, "Under the Dome" teve uma recepção crítica positiva, que se transformou em avaliações mistas à medida que a série avançava.
Under the Dome chegou ao fim em setembro de 2015. Ao longo das três temporadas, 39 episódios foram produzidos. O produtor executivo e showrunner Neal Baer declarou em uma entrevista após o episódio final: "Estou muito feliz com este final. Sinto-me muito satisfeito. Fizemos de forma que pudesse haver outra [temporada]… mas não foi necessário."
No Brasil a série foi exibida em duas emissoras, e em cada uma, recebeu um título diferente. Na Tv Globo, foi exibida com o título Under the Dome - Prisão Invisível, já na TNT o título da série era O Domo.

## Sinopse

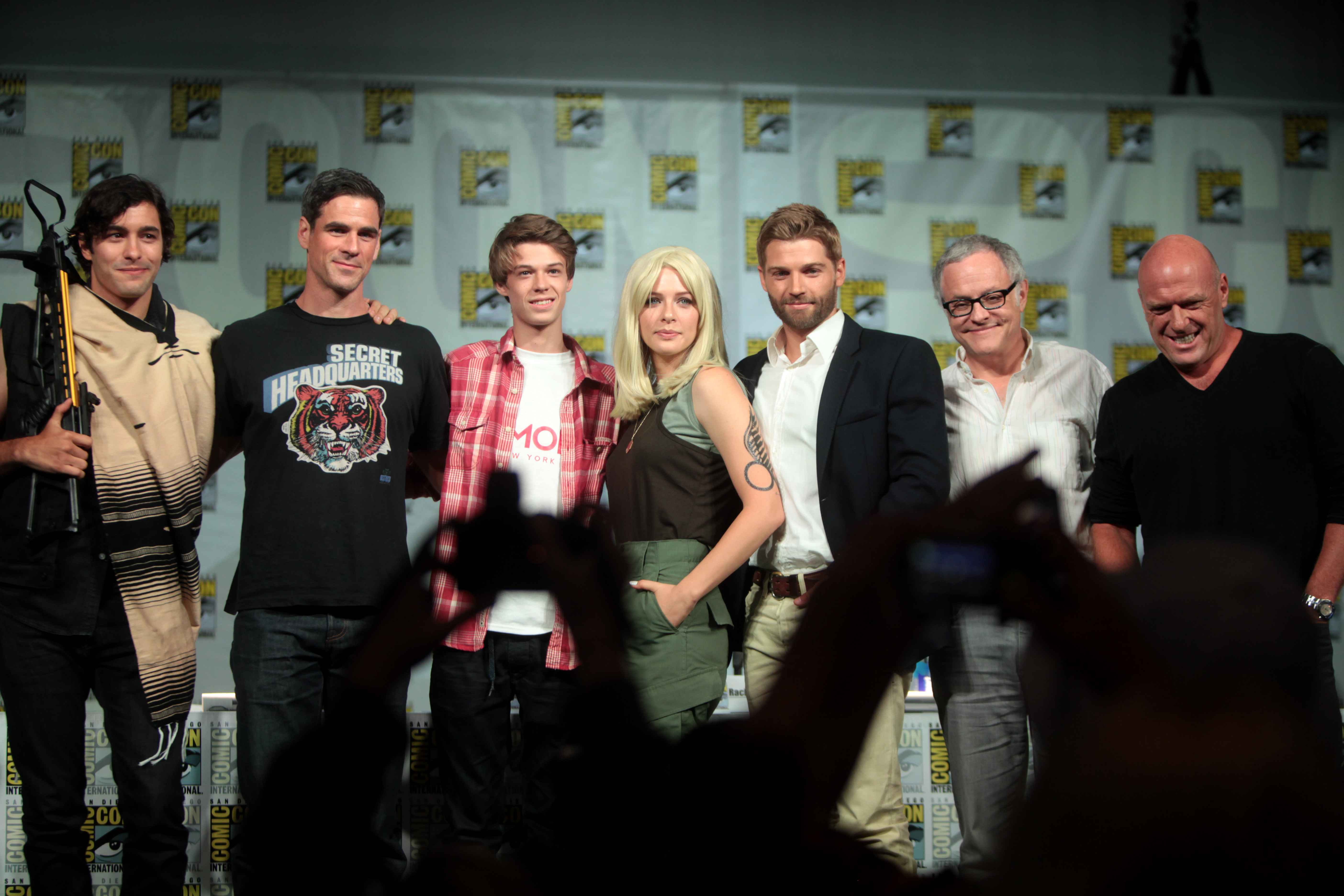
Alexander Koch (Junior), Eddie Cahill (Sam), Colin Ford (Joe), Rachelle Lefevre (Julia), Mike Vogel (Barbie), Neal Bear e Dean Norris (Big Jim) na Comic-Con 2014

Baseado no livro de mesmo nome, Under the Dome conta a história dos moradores da pequena cidade americana de Chester's Mill, no Maine, onde uma enorme e transparente cúpula indestrutível de repente os isola do resto do mundo. Sem acesso à internet, telefone e televisão, as pessoas presas dentro da cúpula devem encontrar suas próprias maneiras de sobreviver com a diminuição dos recursos e as crescentes tensões. Enquanto as forças militares, o governo e os meios de comunicação posicionados fora da barreira tentam derruba-lá, um pequeno grupo de pessoas presas lá dentro tenta descobrir o que é, de onde veio, e quando (e se) ela vai embora.

## Produção

### Desenvolvimento
Originalmente anunciada em novembro de 2009, a produção não foi para frente até que, dois anos depois, Vaughan foi contratado para adaptar o romance como uma série e, em seguida, apresentar para o canal a cabo Showtime. O presidente de entretenimento da Showtime, David Nevins, sentiu que a série não era certo para a rede e sugeriu a Nina Tassler, que ela assumisse o projeto. Imediatamente interessada, Tassler pegou a série e anexou ao produtor de televisão veterano Neal Baer. Foi anunciado em novembro de 2012 que a CBS tinha encomendado um piloto e treze episódios de Under the Dome. "Este é um grande romance que vem para a tela da televisão com os auspícios pendentes e os valores de produção na temporada para criar um evento de programação de verão", comentou Nina Tassler, presidente da CBS.
Um teaser trailer foi criado especialmente para o Super Bowl 2013. Em vez de mostrar imagens, o teaser dirigiu os telespectadores para o site oficial da série, onde eles poderiam colocar seu endereço e código postal para simular fotos de como suas casas e vizinhança ficariam "sob a cúpula".

### Filmagens
As filmagens para a série começaram oficialmente em Southport e Wilmington, na Carolina do Norte, em 28 de fevereiro de 2013. Filmagens adicionais ocorreram em Burgaw. Foi confirmado em 9 de outubro de 2014 que mesmo depois de cortes extensos para os créditos tributários estaduais, as filmagens permaneceriam na área de Wilmington. Vaughan deixou a série em 2014 antes da estreia da segunda temporada. No entanto, ele já havia planejado a temporada com Baer antes de sua saída.

## Transmissão
A série esteve disponível na Amazon Instant Video quatro dias após a transmissão na  CBS. O acordo com a Amazon ajudou a CBS para mitigar o alto custo de produção de cerca de US$ 3 milhões por episódio. No Canadá, a série estreou em 24 de junho de 2013, na Rede Global Television. Na Austrália, a série estreou em 25 de junho de 2013, na Network Ten - apenas algumas horas depois de ser transmitida nos Estados Unidos, e vai ao ar em repetição na TV H!TS desde 4 de janeiro de 2015. A série estreou no Reino Unido em 19 de agosto de 2013, no Canal 5. Em Portugal a série é transmitida pelo TV Séries, tendo estreado no dia 26 de junho de 2013, e no MOV, desde 12 de dezembro de 2013. No Brasil, o primeiro episódio da terceira temporada foi exibido no dia 25 de junho, na TNT. Devido à baixa audiência, a CBS decidiu por não renovar a série, cujo episódio derradeiro foi ao ar no dia 10 de setembro de 2015.

## Elenco e personagens

### Principais
- Dale "Barbie" Barbara (Mike Vogel) – Viajante bonitão e enigmático. Veterano de guerra, estava apenas de passagem pela cidade quando o domo caiu. Aos poucos, ele mostra que isso não foi uma coincidência.
- Julia Shumway (Rachelle Lefèvre) – Editora do jornal local, acaba de se mudar para a cidade com o marido, Peter. Depois que o evento acontece, Peter desaparece e ela terá que desvendar o porquê.
- Big Jim Rennie (Dean Norris) – Dono da maior concessionária da região e homem respeitado. É o único oficial eleito que fica debaixo do domo. Seu amor por Chester's Mill pode aumentar seu desejo pelo poder.
- Norrie Calvert-Hill (Mackenzie Lintz) – Jovem rebelde de 16 anos que estava no lugar errado, na hora errada. Ela passava pela cidade com suas mães quando o domo caiu e agora está bem longe da sua casa, num lugar repleto de estranhos.
- Joe McAlister (Colin Ford) – Jovem de espírito aventureiro, foi abduzido pelo domo, quando ele caiu em Cheste's Mill. Seus pais ficaram presos do outro lado.
- Angie McAlister (Britt Robertson) – É irmã de Joe e sempre quis se mudar da pequena cidade. A jovem tem vida dupla: trabalha como camareira de dia e striper à noite.
- Linda Esquivel (Natalie Martinez) – A policial tem personalidade forte e é afilhada do xerife Duke Perkins. O domo foi o culpado por separá-la de seu namorado, que ficou do lado de fora.
- Sam Verdreaux (Eddie Cahill) – Cunhado do Big Jim e tio de Junior Rennie. Vai dar muita dor de cabeça para Barbie.
- Rebecca Pine (Karla Crome) – Chega ao povoado agitando as coisas, especialmente o Big Jim. Inteligente e perspicaz, ela será o olhar da ciência para resolver o mistério do domo.
- Carolyn Hill (Aisha Hinds) – Era uma advogada, mãe de Norrie e casada com Alice. Ela e sua família estavam passando pelo moinho de Chester's quando o domo caiu.
- Alice Calvert Hill (Samantha Mathis) – Mãe de Norrie e casada com Carolyn, era uma psiquiatra. Diabetica, ela e sua familia passavam pelo moinho de Chester's quando o domo caiu.
- Junior Rennie (Alexander Koch) – Era um vilão, obcecado por Angie ele só para de persegui-la quando seu pai o ameaça. Não pode ser confiavel.

## Frequência dos personagens
| Intérprete         | Personagem                    | Temporada        | Temporada        | Temporada        |
| Intérprete         | Personagem                    | 1                | 2                | 3                |
| Elenco Principal   | Elenco Principal              | Elenco Principal | Elenco Principal | Elenco Principal |
| ------------------ | ----------------------------- | ---------------- | ---------------- | ---------------- |
| Mike Vogel         | Dale "Barbie" Barbara         | Principal        | Principal        | Principal        |
| Rachelle Lefèvre   | Julia Shumway                 | Principal        | Principal        | Principal        |
| Natalie Martinez   | Linda Esquivel                | Principal        | Participação     | Does not appear  |
| Britt Robertson    | Angie McAlister               | Principal        | Participação     | Does not appear  |
| Alexander Koch     | James "Junior" Rennie         | Principal        | Principal        | Principal        |
| Nicholas Strong    | Phil Bushey                   | Principal        | Principal        | Does not appear  |
| Colin Ford         | Joe McAlister                 | Principal        | Principal        | Principal        |
| Jolene Purdy       | Dorothy "Dodee" Weaver        | Principal        | Participação     | Does not appear  |
| Aisha Hinds        | Carolynn Hill                 | Principal        | Recorrente       | Recorrente       |
| Jeff Fahey         | Howard "Duke" Perkins         | Principal        | Does not appear  | Does not appear  |
| Dean Norris        | James "Big Jim" Rennie        | Principal        | Principal        | Principal        |
| Mackenzie Lintz    | Eleanor "Norrie" Calvert-Hill | Recorrente       | Principal        | Principal        |
| Eddie Cahill       | Sam Verdreaux                 | Does not appear  | Principal        | Principal        |
| Karla Crome        | Rebecca Pine                  | Does not appear  | Principal        | Does not appear  |
| Kylie Bunbury      | Eva Sinclair / Dawn           | Does not appear  | Does not appear  | Principal        |
| Elenco Secundário  |                               |                  |                  |                  |
| John Elvis         | Ben Drake                     | Recorrente       | Recorrente       | Recorrente       |
| Dale Raoul         | Andrea Grinnell               | Recorrente       | Recorrente       | Does not appear  |
| R. Keith Harris    | Peter Shumway                 | Recorrente       | Recorrente       | Does not appear  |
| Megan Ketch        | Harriet Arnold                | Recorrente       | Recorrente       | Recorrente       |
| Samantha Mathis    | Dr. Alice Calvert             | Recorrente       | Does not appear  | Does not appear  |
| Beth Broderick     | Rose Twitchell                | Recorrente       | Does not appear  | Does not appear  |
| Kevin Sizemore     | Paul Randolph                 | Recorrente       | Does not appear  | Does not appear  |
| Josh Carter        | Eric "Rusty" Denton           | Recorrente       | Does not appear  | Does not appear  |
| Ned Bellamy        | Rev. Lester Cpggins           | Recorrente       | Does not appear  | Does not appear  |
| Leon Rippy         | Ollie Dinsmore                | Recorrente       | Does not appear  | Does not appear  |
| Joe Knezevich      | Freddy Denton                 | Recorrente       | Does not appear  | Does not appear  |
| Andrew Vogel       | Carter Thibodeau              | Recorrente       | Does not appear  | Does not appear  |
| Crystal Martinez   | Enfermeira Adams              | Recorrente       | Does not appear  | Does not appear  |
| Natalie Zea        | Maxine Seagrave               | Recorrente       | Does not appear  | Does not appear  |
| Mare Winningham    | Agatha Seagrave               | Recorrente       | Does not appear  | Does not appear  |
| Grace Victoria Cox | Melanie Cross                 | Does not appear  | Recorrente       | Recorrente       |
| Brett Cullen       | Don Barbara                   | Does not appear  | Recorrente       | Recorrente       |
| Max Elrich         | Hunter May                    | Does not appear  | Recorrente       | Recorrente       |
| Mike Whaley        | Malick                        | Does not appear  | Recorrente       | Recorrente       |
| Sherry Stringfield | Pauline Verdreaux Rennie      | Does not appear  | Recorrente       | Does not appear  |
| Dwight Yoakam      | Lyle Chumley                  | Does not appear  | Recorrente       | Does not appear  |
| Estes Tarver       | Tom Tilden                    | Does not appear  | Recorrente       | Does not appear  |
| Marg Helgenberger  | Christine Price               | Does not appear  | Does not appear  | Recorrente       |
| Eriq La Salle      | Hektor Martin                 | Does not appear  | Does not appear  | Recorrente       |
| Bess Rous          | Abby DeWitt                   | Does not appear  | Does not appear  | Recorrente       |
| Andrew J. West     | Pete Blackwell                | Does not appear  | Does not appear  | Recorrente       |
| Frank Whaley       | Dr. Marston                   | Does not appear  | Does not appear  | Recorrente       |
| Gia Mantegna       | Lily Walters                  | Does not appear  | Does not appear  | Recorrente       |
| Vince Foster       | Kyle Lee                      | Does not appear  | Does not appear  | Recorrente       |

## Recepção

### Primeira temporada
O episódio piloto recebeu críticas positivas, em grande parte, e os episódios iniciais foram geralmente bem recebidos. A partir de 25 de junho de 2013, o episódio piloto tem uma classificação de 72 em 100 no Metacritic, indicando "revisões geralmente favoráveis". No Rotten Tomatoes foram reportados que 82% de 45 críticos deram a primeira temporada um comentário positivo. Consenso do site é, "Under the Dome é um horror/mistério eficaz e cativante com plotagem hermético e grandes efeitos especiais".

### Segunda temporada
Na segunda temporada foi registrada uma queda na qualidade da série, que alcançou uma pontuação de 52 em 100 no Metacritic, indicando "avaliações mistas". Do Chicago Sun-Times, Lori Rackl disse que "O que começou no ano passado como uma série de Verão de ficção científica promissora rapidamente transformou-se em uma confusão boba." Do Washington Post, Hank Stuever achou a história "uma bagunça" e que tem "um conceito mudo".

### Terceira temporada
A terceira temporada não conseguiu revisões suficientes para avaliação no Metacritic. No Rotten Tomatoes alcançou um índice 72%. Kevin Yeoman para o Screenrant disse que "existe uma certa alegria que vem de assistir algo tão consistentemente imbecil como Under the Dome. (...) Agora em sua terceira temporada, a série vai para baixo (...) ao contar a história do rescaldo do Domo, por meio de uma realidade alternativa boba cozinhada por Melanie. (...) A estreia extra longa essencialmente se resume em uma maneira desajeitada de introduzir dois novos personagens na mistura. A partir dessa perspectiva, observando os episódios é como assistir os escritores correndo com a ideia de obter todos para fora (do Domo) antes de perceber que eles estão correndo na direção errada. O resultado é um dos mais desajeitados e mais inanes extensões e voltas na história da televisão recente."

## Audiências

### Audiência por temporada
| Temporada | Horário                                                                    | Nº de episódios | Estreia de temporada | Estreia de temporada      | Final de temporada     | Final de temporada        | Ano  | Média | Média por temporada (em milhões) |
| Temporada | Horário                                                                    | Nº de episódios | Data                 | Espectadores (em milhões) | Data                   | Espectadores (em milhões) | Ano  | Média |                                  |
| --------- | -------------------------------------------------------------------------- | --------------- | -------------------- | ------------------------- | ---------------------- | ------------------------- | ---- | ----- | -------------------------------- |
| 1         | Segunda-feira, 22:00hrs                                                    | 13              | 24 de junho de 2013  | 13.53                     | 16 de setembro de 2013 | 12.10                     | 2013 | 2,7/8 | 11.19                            |
| 2         | Segunda-feira, 22:00hrs                                                    | 13              | 30 de junho de 2014  | 9.41                      | 22 de setembro de 2014 | 7.52                      | 2014 | 1,6/5 | 7.17                             |
| 3         | Quinta-feira, 21:00hrs (Episódio 1) Quinta-feira, 22:00hrs (Episódio 2-13) | 13              | 25 de junho de 2015  | 6.25                      | 10 de setembro de 2015 | 4.23                      | 2015 | 1,0/4 | 4.70                             |